# Alice Kyteler
Alice Kyteler (1280 - després del 1325) fou la primera persona acusada de bruixeria a Irlanda. Pertanyent a la noblesa hiberno-normanda, va tenir quatre marits i fou acusada d'enverinar-los a tots quatre, de tenir un amant que en realitat era el dimoni, de voler desposseir tots els seus fills per afavorir el primogènit i, evidentment, de practicar la bruixeria. Va poder fugir del país, però els seus pròxims foren acusats com ella, i llur serventa Petronilla de Meath fou la primera persona cremada viva a les Illes Britàniques, el 3 de novembre del 1324.